# Gliclazide
Gliclazide, được bán dưới tên thương mại Diamicron cùng với một số những tên khác, là một loại thuốc chống đái tháo đường và được sử dụng để điều trị đái tháo đường type 2. Thuốc sẽ được sử dụng khi các biện pháp khác như thay đổi chế độ ăn uống, tập thể dục và giảm cân là không đủ. Chúng được đưa vào cơ thể qua đường uống.
Tác dụng phụ thường gặp có thể kể đến như đường huyết thấp, nôn mửa, đau bụng, phát ban và các vấn đề về gan. Việc sử dụng thuốc cho những người có vấn đề đáng kể về thận, vấn đề về gan, hoặc những người đang trong giai đoạn mang thai đều không được khuyến cáo. Gliclazide thuộc họ thuốc sulfonylurea. Cơ chế hoạt động chủ yếu của chúng là làm tăng cường giải phóng insulin.
Gliclazide đã được cấp bằng sáng chế vào năm 1966 và được chấp thuận cho sử dụng y tế vào năm 1972. cùng với một số những tên khác. Chi phí bán buôn ở các nước đang phát triển là khoảng 2,46-3,92 USD mỗi tháng. Ở Vương quốc Anh, một tháng sử dụng thuốc có chi phí tại NHS là vào khoảng 2,12 pound. Chúng không có sẵn để bán tại Hoa Kỳ.

## Sử dụng quá liều
Nếu sử dụng gliclazide quá liều có thể gây hạ đường huyết nghiêm trọng, lúc này sẽ phải khắc phục tình hình khẩn cấp bằng cách tiêm glucose vào tĩnh mạch và theo dõi diễn biến.